# Open Networking Foundation
Open Networking Foundation （ オープン・ネットワーキング・ファウンデーション、ONF ）は、オープンスタンダード開発によるSDNの促進と採用に特化したネットワーク変革を先導するオペレーター主導のコンソーシアムである。 現在、オペレーター向けのオープンソースソリューションのリーダーとして認められており、ONFは2011年にSoftware Defined Networking（SDN）の標準ベアラーとして最初に発売された。 オペレーターパートナーであるAT＆T 、 China Unicom 、 Comcast 、 Deutsche Telekom 、 Google 、 Turk Telekomが主導。 ONFは、オペレータースペース全体に大きな変革をもたらしている。 ONFは、ネットワークオペレーターや他の利害関係者と緊密に連携することにより、200のパートナー、メンバー、および協力者と大きな勢いを実現している。 
Open Networking Foundation（ONF）は、従来のコンピュータや機械をつないだネットワーク構造の4つの一般的な制限を挙げている：外部ソフトからの操作が許可されて複雑、一貫性のないポリシー、スケーリングできないこと、情報通信企業依存。そのため、ソフトウェア定義ネットワーキング （SDN）を通じてネットワーキングを促進し、 OpenFlowプロトコルと関連テクノロジーを標準化することを目的とした、独自の厳選されたオープンソースビジネスモデルを使用する。 標準設定とSDNプロモーショングループは、 クラウドコンピューティングがコンピューターとネットワークの違いを曖昧にするだろうという認識から形成された。 このイニシアチブは、通信ネットワーク、ワイヤレスネットワーク、データセンター、およびその他のネットワーキングエリアでの簡単なソフトウェア変更を通じてイノベーションを加速することを目的としていた。 
2013年12月31日までに、組織には123のメンバー企業があった。 2014年6月までに、ONFは、ソフトウェア定義ネットワーキングの24の新興企業を含む150以上のメンバー企業に成長した 。メンバー企業には、ネットワーク機器ベンダー、半導体企業、コンピューター企業、ソフトウェア企業、通信サービスプロバイダー、 ハイパースケールデータセンターオペレーター、およびエンタープライズユーザーが含まれる。 
GoogleによるOpenFlowソフトウェアの採用は、2012年4月にOpenFlowを宣伝する見本市でUrsHölzleによって議論された 。 Hölzleは、ONFの会長であり、他の5人の創設メンバーの代表、 NTTコミュニケーションズおよびゴールドマンサックスとともに代表を務めている。 スタンフォード大学の ニックマッケオン教授とカリフォルニア大学バークレー校のスコットシェンカー教授も、自分たちを代表する創設ディレクターとして理事会に参加している。   
2018年、ONFは、新しいプロジェクトの定義と承認、プロジェクト間の優先順位の設定、リファレンスデザインチームの作成、リソースの組み立てなど、ONFコミュニティの技術戦略と方向性を担当するテクニカルリーダーシップチーム （TLT）を設立した。 
2019年、Open Networking Foundation（ONF）は、SEBA、Trellis、ODTNの3つのリファレンスデザイン（RD）の一般公開を発表した。  
2020年にT-モバイルポーランドは、ONFのオープンソースモバイル進化型パケットコアであるOMECの本番ロールアウトを達成したことをONFで発表した。  
2020年にOpen Networking Foundation（ONF）は、クラウドサービスとしての5G、LTE、およびエッジ向けの最初のオープンソースプラットフォームであるAetherのリリースを発表した。  